# Tokadille
Tokadille of tokadil (Spaans: tocadillo, Italiaans: toccategli) was volgens Meyers Konversations-Lexikon uit 1897 in Europa een bekend spel, verwant met het triktrakspel.
Tokadille werd met twee personen gespeeld, elk met 15, soms 16 dobbelstenen. De regels zijn anders dan bij het triktrakspel. Blijkbaar kon men met tokadille veel geld verliezen. Er bestonden immers muntstukken met hierop een tokadille en hierboven een hand met een lege geldbuidel en een versleten mouw die refereert aan iemand die zijn geld heeft verspeeld.